# Аварийная посадка Ан-124 в Новосибирске
Аварийная посадка Ан-124 в Новосибирске — авиационная авария, произошедшая днём 13 ноября 2020 года. Ан-124-100 авиакомпании «Волга-Днепр» выполнял рейс VI4066 по маршруту Сеул—Новосибирск—Вена, но спустя несколько минут после взлёта из Толмачёво (Новосибирск) у самолёта разрушился второй двигатель и пропала радиосвязь с аэропортом, самолёт совершил аварийную посадку в аэропорту вылета, и выкатился за пределы ВПП на 300 метров, при этом передняя стойка шасси сломалась, а фюзеляж сильно пострадал. Все люди, находившиеся на борту, остались живы и не пострадали.

## Самолёт
Ан-124-100 (Регистрационный номер RA-82042, заводской 9773054055093, серийный 06-06) был выпущен Ульяновским авиационным заводом «Авиастар» 23 июля 1991 года, первый полёт совершил в 1990 году. 7 августа 1991 года был присвоен бортовой номер СССР-82042 и начата эксплуатация в авиакомпании «Волга-Днепр». В 1993 году был присвоен бортовой номер RA-82042. В 2009 году Ан-124-100 участвовал в авиашоу «Ульяновск 2009». Самолёт оснащён четырьмя двухконтурными трёхвальными турбореактивными двигателями Д-18Т производства Запорожского машиностроительного КБ «Прогресс». На 1 января 2010 года самолёт выполнил 4723 цикла взлёт/посадка и налетал 21 143 часа.
Сертификат лётной годности самолёта истекал 1 февраля 2021 года.

### Происшествия
- 26 февраля 2013 года при рулении в аэропорту Казани самолёт повредил крылом верхнюю часть кабины пилотов стоящего на стоянке во время техобслуживания Як-42Д, у которого был бортовой номер RA-42555[3].

## Экипаж
- КВС — Евгений Борисович Соловьёв[4], награждён орденом Мужества[5]
- Второй пилот — Илья Евгеньевич Ляхов, награждён медалью Нестерова[6]

Остальные члены экипажа неизвестны.

## Хронология событий
12 ноября 2020 года самолёт выполнил рейс из аэропорта Инчхон (Сеул) в аэропорт Толмачёво (Новосибирск). В Новосибирске самолёт дозаправился. 13 ноября самолёт должен был выполнить рейс из аэропорта Толмачёво в аэропорт Вена-Швехат (Вена, Австрия).
В 12:09 самолёт вылетел из аэропорта Толмачёво и взял курс на аэропорт Вена-Швехат. На его борту находилось 83,5 тонн груза (автозапчастей). На третьей минуте полёта из второго двигателя пошёл дым, у самолёта разрушился двигатель № 2. Его обломки попали в двигатель № 1 и крыло самолёта, а также в ангар. Из первого двигателя пошёл дым. Из-за попадания обломков второго двигателя в проводку самолёта экипаж не смог управлять двигателем № 1. КВС развернул самолёт и полетел в сторону аэропорта. В 12:18 самолёт приземлился на полосу № 25, но из-за работающего первого двигателя самолёт выкатился за пределы ВПП на 300 метров. После приземления самолёта на ВПП техники аэропорта смогли заглушить первый двигатель, который после приземления продолжал работать. Все люди, находившиеся на борту (6 членов экипажа, 8 членов технической бригады), выжили и не получили ранений.

## Расследование
Департамент воздушного транспорта Минтранса России создал комиссию, которая занимается расследованием причин аварии. Специалисты, прибывшие на место аварии, рассматривают две приоритетные версии аварийной посадки самолёта:
- Техническая неисправность
- Ошибки пилотирования

## Последствия аварии
Авария стала причиной закрытия аэропорта Толмачёво до 14:30, и посадкой 10 рейсов на запасных аэропортах в Кемерово (четыре) и в Барнауле (шесть). В Новосибирске Следственный комитет РФ сразу возбудил уголовное дело по части 1 статьи 263 УК РФ (нарушение правил безопасности движения и эксплуатации воздушного транспорта). Уголовное дело позже закрыли за отсутствием состава преступления.
После инцидента авиакомпания «Волга-Днепр», которой принадлежало судно, приостановила полеты самолетов Ан-124. Пострадавший самолёт был помещён на стоянку в Толмачёво. Проверка показала, что в силу масштабных разрушений борт не подлежит ремонту. По состоянию на сентябрь 2022 года велись работы по демонтажу самолёта.

### Комментарии
1. ↑  Здесь и далее указано красноярское время — KRAT